# Ford Ka
Ford Ka este o mașină mică produsă de Ford Motor Company din 1996 până în 2016 ca mașină de oraș și din 2016 până în 2021 ca mașină subcompactă. A intrat în a doua generație în 2008, produsă de Fiat în Tychy, Polonia.